# Rex Mix
Rex Mix ist die zweite EP der argentinischen Rockband Soda Stereo. Sie wurde 1991 von Sony Music veröffentlicht und ist das Bindeglied zwischen ihrem rockigen Album Cancion Animal von 1990 und ihrem nächsten Studioalbum Dynamo von 1992, für das die Band ihren rockigen Sound zwar beibehielt, aber auch Einflüsse des Shoegaze, elektronischer Musik und Samples benutze.
Die Gruppe brach den Rekord von 14 ausverkauften Auftritten im Gran Rex Theater in der Stadt Buenos Aires. Aus diesen Shows wurden die besten Live-Versionen dieser Aufführungen geremixt, sowie ein neuer Song aufgenommen: No necesito verte (para saberlo).
Der Auftritt im Gran Rex Theater wurde aufgenommen von Mariano Lopez. Ebenfalls hat er im Aufnahmestudio von Soda Stereo „Supersónico“ die Songs gemischt. Der Veranek Mix, Krupa Mix und Candombe Mix wurde von Eduardo Bergallo ebenfalls im „Supersónico“ gemischt.
Rex Mix war die letzte Vinyl-Veröffentlichung Soda Stereos in Argentinien. Vinyle von späteren Alben wurden nur noch für Promozwecke genutzt.

## Tracks
| # | Songname (Übersetzung)                                                                            | Komponist                                           | Länge |
| - | ------------------------------------------------------------------------------------------------- | --------------------------------------------------- | ----- |
| 1 | Hombre al Agua (Mann über Bord)                                                                   | Gustavo Cerati/Daniel Melero                        | 6:39  |
| 2 | No existes (Du existierst nicht)                                                                  | Gustavo Cerati                                      | 4:31  |
| 3 | En Camino (Auf dem Weg) Viva la patria Mix                                                        | Gustavo Cerati/Isabel de Sebastian/Carlos Ficicchia | 6:08  |
| 4 | No necesito verte (para saberlo) (Ich brauche dich nicht zu sehen (um es zu wissen))              | Gustavo Cerati/Daniel Melero                        | 6:18  |
| 5 | No necesito verte (para saberlo) (Ich brauche dich nicht zu sehen (um es zu wissen)) Krupa Mix    | Gustavo Cerati/Daniel Melero                        | 5:25  |
| 6 | En Camino (Auf dem Weg) Veranek Mix                                                               | Gustavo Cerati/Isabel de Sebastian/Carlos Ficicchia | 6:31  |
| 7 | No necesito verte (para saberlo) (Ich brauche dich nicht zu sehen (um es zu wissen)) Candombe Mix | Gustavo Cerati/Daniel Melero                        | 5:35  |

## Singles
- No necesito verte (para saberlo)

## Videoclips
- No necesito verte (para saberlo) (1991)

## Besetzung
Soda Stereo
- Gustavo Cerati: Gitarre, Keyboards, Programmierung, Gesang
- Zeta Bosio: E-Bass und Background-Gesang
- Charly Alberti: Drums und Percussion

Gastmusiker
- Tweety González: Keyboards und Akustikgitarre
- Daniel Melero: Keyboards, Background-Gesang & Stimmt in No Necesito Verte (Para Saberlo)
- Andrea Álvarez: Percussion und Zweitstimme in Hombre Al Agua